# Clássicos da música cristã Vol. 2
Clássicos da música cristã Vol. 2 é o sexto álbum de estúdio do grupo Ellas, lançado pela MK Music em junho de 2010.
O álbum foi produzido por Wagner Carvalho e, assim como no álbum anterior, o repertório também é composto por músicas da Harpa Cristã e do cantor cristão. 

## Faixas
1. Alvo mais que a neve
2. Quão grande és tu
3. Deus cuidará de ti
4. Firme nas promessas
5. O poder do sangue
6. A alma abatida
7. Crer e observar
8. Sossegai
9. Castelo Forte
10. Senhor, manda o teu poder
11. Saudai o nome de Jesus (Coroai)
12. Nossa Esperança

## Ficha Técnica
- Produção Musical: Wagner Carvalho